# Reconnaissance des unions homosexuelles en Angola
 (juin 2025).
Motif : même motif que pour  Mariage homosexuel en Angola. Le sujet peut être abordé sur Droits LGBT en Angola )
- Archive Wikiwix
- Bing
- Cairn
- DuckDuckGo
- E. Universalis
- Gallica
- Google
- G. Books
- G. News
- G. Scholar
- Persée
- Qwant
- (zh) Baidu
- (ru) Yandex
- (wd) trouver des œuvres sur Wikidata

| 1. | Préciser le motif de la pose du bandeau. | Précisez le motif de la pose du bandeau en utilisant la syntaxe suivante : {{admissibilité à vérifier\|date=juillet 2025\|motif=remplacez ce texte par le motif}}                                                      |
| 2. | Informer les utilisateurs concernés.     | Pensez à avertir le créateur de l'article, par exemple, en insérant le code ci-dessous sur sa page de discussion : {{subst:avertissement admissibilité à vérifier\|Reconnaissance des unions homosexuelles en Angola}} |

L’Angola ne reconnaît pas les mariages entre personnes de même sexe ni les unions civiles. Le Code de la famille angolais autorise les unions de fait, mais uniquement pour les couples de sexe opposé, et interdit le mariage entre personnes de même sexe.

## Uinion homosexuelle selon des ethnies
Il n’existe pas de preuves de mariages homosexuels au sens occidental du terme célébrés dans ces cultures. Il y a cependant de preuves sur l’existence d’identités et de comportements de LGBT.
Les premiers Européens à visiter l'Angola actuel, y compris des anthropologues, des ethnologues et des prêtres, signalent  des «cérémonies de mariage homosexuel» parmi les peuples Ovimbundu et Ambundu, les deux plus grands groupes ethniques d'Angola, ainsi que parmi les peuples plus petits Ovambo et Herero, qui vivent principalement dans la Namibie voisine,. 
La culture Ambundu reconnaît traditionnellement de «puissants devins et hommes-médecine» connus sous le nom de quimbanda, qui sont  «réputés pour obtenir [leurs] pouvoirs par la sodomie rituelle».  
La quimbanda « s'habillent, s'asseyent et parlent comme des femmes, et épousent des hommes comme s'ils sont des femmes ». On sait que la reine Nzinga de Ndongo et de Matamba a acquis un harem d'épouses, qui sont  biologiquement des hommes mais qui s'habillent en femmes et assument des rôles de genre féminin. 
La société Ovimbundu reconnaît également les personnes remplissant un rôle de troisième genre, connu sous le nom de chibanda, qui « [sont] des hommes attir[és] comme des femmes, et se comport[ent] comme des femmes […] et sont également mariés à des hommes ». L'ethnologue américain d'origine britannique  Wilfrid Dyson Hambly rapporte en 1937 qu'un informateur Ovimbundu déclare que dans la société Mbundu, «il y a des hommes qui veulent des hommes et des femmes qui veulent des femmes»,.
Ces coutumes disparaissent  progressivement avec la modernisation et l’introduction de la culture occidentale et de l’homophobie en Angola pendant la colonisation.En 2007, un anthropologue local déclare : « La société angolaise n’est pas encore prête à accepter les homosexuels. La culture locale, influencée par le christianisme, prône la perpétuation et l’expansion de la famille. L’homosexualité est donc perçue comme une atteinte aux lois de la nature ».

## Réalité et normes

L'activité sexuelle entre personnes de même sexe est légale Les activités sexuelles entre personnes de même sexe sont illégales
Prison but not enforced
Prison mais non appliquée

Sous la pression familiale, de nombreux hommes homosexuels «se servent du mariage pour éviter la stigmatisation, mais une fois mariés, ils continuent d'avoir des relations sexuelles occasionnelles avec d'autres hommes». L'Institut national de lutte contre le sida (INLS) signale  que ce tabou a des répercussions sur la lutte contre le VIH/sida en Angola, car les messages sur les rapports sexuels protégés sont  «exclusivement adaptés aux hétérosexuels», laissant les homosexuels «ni informés ni protégés».
Le 6 mai 2005, un couple homosexuel, Aleksander Gregório, 21 ans, et son partenaire, connu seulement sous le nom de Bruno, 23 ans, célèbrent  leur mariage à l'Hôtel Presidente de Luanda et signe  une lettre d'engagement en présence d'un notaire à la retraite. La cérémonie est  qualifiée d'«éhontée» et d'«abominable» sur les premières pages des journaux nationaux.

### Restrictions
La Constitution de l’Angola n’interdit pas explicitement les mariages entre personnes de même sexe. L’article 35 traitant de la famille, du mariage et de la filiation, et établissant  la reconnaissance et les droits qui y sont associés stipule que « les hommes et les femmes sont égaux au sein de la famille, de la société et de l'État, jouissant des mêmes droits et ayant les mêmes devoirs,,,,.
En 2020, il y a  plus d’unions de fait célébrées en Angola que de mariages. L'article 20 du Code de la famille définit le mariage comme «l'union volontaire entre un homme et une femme». Le Programme des Nations unies pour le développement signale  en 2021 que «ce régime de droit de la famille restreint considérablement les droits fondamentaux des personnes LGBTI et a également un impact sur d'autres lois, ce qui a pour conséquence de priver les personnes LGBTI des droits découlant du mariage et de la famille (par exemple, le droit d'un conjoint de ne pas témoigner devant un tribunal)».
En 2013, les discussions sur les modifications du Code de la famille visant à reconnaître les unions entre personnes de même sexe rencontre une opposition farouche de la part des groupes religieux.

## Positions des religions
L’ Église catholique s’oppose au mariage homosexuel et n’autorise pas ses prêtres à célébrer de tels mariages. 
En décembre 2023, le Saint-Siège publie Fiducia supplicans, une déclaration permettant aux prêtres catholiques de bénir les couples qui ne sont pas considérés comme mariés selon l'enseignement de l'Église, y compris la bénédiction des couples de même sexe. 
Cependant, la Conférence épiscopale d'Angola et de São Tomé exprime sa «perplexité» face à cette déclaration et publie  une déclaration selon laquelle :  «concernant les bénédictions informelles pour les «couples irréguliers» (homosexuels), bien qu'il s'agisse d'un sacrement différent de la bénédiction liturgique, nous considérons que, dans notre contexte culturel et ecclésial, cela créerait un énorme scandale et une confusion parmi les fidèles, nous avons donc décidé qu'elle ne devrait pas être effectuée en Angola et à São Tomé»,.
Alors que l'Église anglicane d'Afrique australe discute de la possibilité de bénir les unions homosexuelles, les diocèses d'Angola et du Mozambique se divisent  pour «former une province anglicane plus conservatrice» en 2021. Connue sous le nom d'Église anglicane du Mozambique et d'Angola, elle n'accorde pas de bénédictions aux unions entre personnes de même sexe,.